# Odontesthes mauleanum
Odontesthes mauleanum is een straalvinnige vissensoort uit de familie van de koornaarvissen (Atherinopsidae). De wetenschappelijke naam van de soort is voor het eerst geldig gepubliceerd in 1896 door Steindachner.